# Wirtualny ideał
Wirtualny ideał (ang. Pixel Perfect, 2004) – amerykański film familijny.
Film jest emitowany z polskim dubbingiem na antenie Disney Channel i Disney XD, a także z polskim lektorem na Polsacie i TV4 (pod nazwą Dziewczyna idealna).

## Opis fabuły
Nastoletni Roscoe przyjaźni się z Samanthą, która jest członkiem szkolnego zespołu rockowego. Niestety, grupa nie odnosi sukcesu. Roscoe postanawia pomóc przyjaciółce w karierze. Dochodzi do wniosku, że brak popularności zespołu wynika z tego, że Samantha nie jest w stanie śpiewać, grać na gitarze i tańczyć na scenie jednocześnie. Postanawia stworzyć hologram, który wykonywałby układy choreograficzne podczas koncertów. Wykorzystując program komputerowy ojca, Roscoe projektuje Lorettę. Dziewczyna zostaje bardzo dobrze przyjęta przez publiczność, a zespół Samanthy zyskuje coraz większą popularność. Ona sama staje się jednak coraz bardziej zazdrosna o Lorettę. Na domiar złego Roscoe odkrywa, że zakochał się w hologramie.

## Obsada
- Ricky Ullman jako Roscoe
- Leah Pipes jako Samantha
- Spencer Redford jako Loretta
- Porscha Coleman jako Rachel
- Tania Gunadi jako Cindy
- Nate Stevens jako Max McAllister
- Joyce Cohen jako Dr. McAllister
- Anthony DiMaria jako Weldon Giles
- Belma Pehratovic jako Belma

## Wersja polska
Wersja polska: Sun Studio Polska

Reżyseria: Joanna Węgrzynowska-Cybińska

Dialogi: Jan Kolanko

Wystąpili:
- Marcin Hycnar – Roscoe
- Agnieszka Mrozińska – Samantha
- Katarzyna Łaska – Loretta Modern
- Artur Kaczmarski – Max McAllister
- Tomasz Steciuk – Daryl Fibbs
- Agnieszka Fajlhauer – Cindy
- Monika Węgiel – Rachel
- Paweł Strymiński
- Wojciech Paszkowski – Pan Moxley
- Janusz Wituch – Weldon Giles
- Anna Sztejner – Pracowniczka Marsh Tone
- Paweł Szczesny – Pracownik wyszukiwarki
- Joanna Węgrzynowska-Cybińska
- Magdalena Wasylik
- Brygida Turowska – Gospodyni w domu Roscoe
- Mieczysław Morański – Ojciec Samanthy
- Łukasz Talik

i inni
Lektor: Paweł Bukrewicz